# Auston Barnes
Auston Barnes (Lansing, 4 december 1991) is een Amerikaans basketballer.

## Carrière
Barnes speelde collegebasketbal voor de Central Michigan Chippewas, Odessa College en Bradley Braves van 2010 tot 2015. Hij werd niet gekozen in de NBA draft in 2015. Hij tekende zijn eerste profcontract bij de Bulgaarse eersteklasser BK Beroe. Hij speelde in het seizoen 2016/17 voor de Zweedse eersteklasser KFUM Nässjö. Na een korte periode bij BK Olomoucko in de Tsjechische competitie tekende hij bij de Zweedse eersteklasser Södertälje BBK. Hij speelde ook het volgende seizoen voor de Zweedse eersteklasser. In de zomer van 2018 speelde hij voor Always A Brave in The Basketball Tournament.
In 2019 tekende hij bij de Belgische eersteklasser Union Mons-Hainaut waar hij twee seizoenen speelde. Hij tekende in 2021 voor de Italiaanse tweedeklasser Benedetto XIV Cento en speelde er een seizoen. Voor het seizoen 2022/23 tekende hij bij de Hongaarse eersteklasser Szolnoki Olajbányász. Nadien speelde hij een seizoen in de Poolse competitie bij Trefl Sopot. In de zomer van 2024 tekende hij in de Roemeense hoogste klasse bij CS Vâlcea 1924.